# 麻布台
麻布台（日语：／ Azabudai */?）是東京都港區的町名，分麻布台一丁目至三丁目。郵遞區號是106-0041。人口1,818人（2013年7月1日）。

## 地理
位於東京都港區中央。東北鄰虎之門、東接芝公園、南臨東麻布、西南與麻布狸穴町、麻布永坂町相連、西接六本木。町內有外務省飯倉公館、俄羅斯駐日大使館、阿富汗駐日大使館等多個外國駐日機構。

## 歷史
舊麻布飯倉片町、麻布我善坊町。

### 地名由來
過去稱「飯倉」。實施住居表示時選出此名。

## 交通
巴士
- 都營巴士
  - 麻布台停留所

## 設施
麻布台一丁目

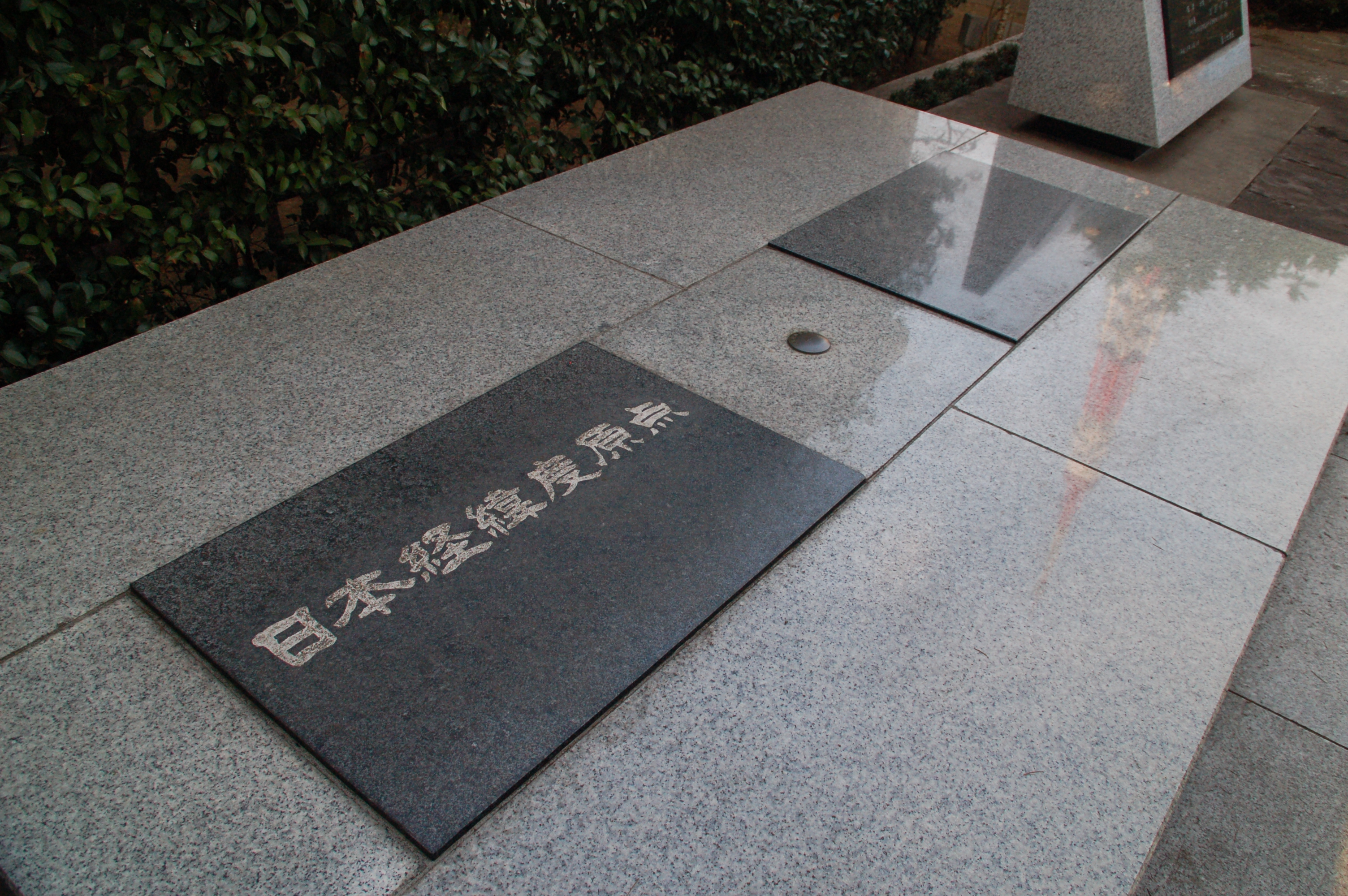
日本經緯度原點

- 日本郵政集團飯倉大廈（舊日本郵政公社東京支社）
  - 日本郵便株式会社東京支社、東京共通事務集約中心、麻布郵便局
- 外務省飯倉別館
  - 外務省外交史料館
- 哈薩克大使館
- 港區立麻布小學校
- 雁木坂
- 行合坂
- 麻布台Hills

麻布台二丁目
- 俄羅斯大使館
- 諾亞大廈
  - 斐濟大使館
- 阿富汗大使館
- 國土交通省狸穴分室
- RF廣播日本
- 地方競馬全國協會（NAR）
- 狸穴坂
- 日本經緯度原點
- 榎坂
- 土器坂

麻布台三丁目
- 大藏東方藝術 骨董店

## 註解
1. ↑  .   [2013-08-08]. （原始内容存档于2020-02-09）.
2. ↑  .   [2013-08-08]. （原始内容存档于2021-02-07）.